# Super League 2020-2021 (calcio femminile Belgio)
L'edizione 2020-2021, ufficialmente Scooore Super League 2020-2021 per ragioni di sponsorizzazione, è stata la sesta della Super League, la massima serie del campionato belga femminile di calcio. Il torneo ha preso il via il 28 agosto 2020 e si è concluso il 29 maggio 2021.
Il campionato è stato vinto dall'Anderlecht per la quarta volta consecutiva, nonché ottavo titolo di campione belga.

## Stagione

### Novità
Rispetto alla precedente edizione della Super League, il numero di squadre partecipanti è aumentato da 6 a 10. Alle sei squadre partecipanti all'edizione 2019-2020 si sono aggiunte l'Eendracht Aalst e il White Star Woluwé, rispettivamente prima e seconda classificata in Division 1 2019-2020, più lo Charleroi e lo Zulte Waregem, che hanno ricevuto la licenza di partecipazione concessa ai club professionistici della Pro League. Nell'operazione di rinnovamento del campionato, è stato cambiato anche il logo della Super League e la lotteria nazionale, Scooore, è diventata sponsor ufficiale della competizione, portando alla rinomina in Scooore Super League. La federazione belga ha anche sottoscritto un accordo per la trasmissione in diretta delle partite di campionato della Super League.
Inoltre, il Club Bruges ha cambiato denominazione in Club YLA con l'obiettivo di procedere con un rebranding della sezione femminile del club, onorando la memoria di Yvonne Lahousse (da cui deriva YLA), storica tifosa del club di Bruges.

### Formato
Come previsto nella precedente edizione, il campionato è stato articolato su due fasi. Nel corso della prima fase le dieci squadre partecipanti si affrontavano in un girone all'italiana con partite di andata e ritorno per un totale di 18 giornate. Le prime cinque classificate accedevano al Play-off 1 per l'assegnazione del titolo di campione del Belgio, mentre le ultime cinque classificate accedevano al Play-off 2 per la definizione dei piazzamenti dal sesto al decimo posto. Nel passaggio dalla prima alla seconda fase ciascuna squadra porta con sé metà dei punti conquistati nella prima fase, con eventuale arrotondamento per eccesso. In entrambi i gironi della seconda fase le squadre si affrontano in un girone all'italiana con partite di andata e ritorno per un totale di altre 8 giornate. Al termine del Play-off 1, la prima classificata veniva dichiarata campione del Belgio e veniva ammessa alla UEFA Women's Champions League della stagione successiva. Al termine del Play-off 2, l'ultima classificata veniva retrocessa in Division 1 nel caso in cui tutte le 10 squadre della Super League avessero ottenuto la licenza di partecipazione all'edizione successiva e se la vincitrice della Division 1 2020-2021 avesse ottenuto la licenza di partecipazione alla Super League 2021-2022.

### Avvenimenti
Le ultime due partite dei Play-off 1 che vedevano coinvolto l'Anderlecht sono state annullate dopo che erano stati individuati diversi casi di contagio da COVID-19 nella squadra dell'Anderlecht. L'Anderlecht aveva conquistato il primo posto in classifica matematicamente con quattro giornate di anticipo e le due restanti gare erano ininfluenti per la definizione delle posizioni in classifica.

## Squadre partecipanti
| Club              | Città                | Stadio                             | Stagione precedente      |
| ----------------- | -------------------- | ---------------------------------- | ------------------------ |
| Anderlecht        | Anderlecht           | Centro sportivo federale di Tubize | 1º posto in Super League |
| Charleroi         | Charleroi            | Complesso sportivo di Marcinelle   | -                        |
| Club YLA          | Bruges               | Stadio Jan Breydel, campo T4       | 5º posto in Super League |
| Eendracht Aalst   | Aalst                | Stadio Pierre Cornelis             | 1º posto in Division 1   |
| Genk              | Genk                 | SportInGenk Park                   | 4º posto in Super League |
| Gent              | Gand                 | Stadio PGB                         | 3º posto in Super League |
| OH Lovanio        | Lovanio              | Stadio comunale di Oud-Heverlee    | 6º posto in Super League |
| Standard Liegi    | Liegi                | Accademia Robert Louis-Dreyfus     | 2º posto in Super League |
| White Star Woluwé | Woluwe-Saint-Lambert | Stadio Fallon                      | 2º posto in Division 1   |
| Zulte Waregem     | Waregem              | Stadio comunale di Zulte           | -                        |

## Stagione regolare

### Classifica finale
|  | Pos. | Squadra           | Pt | G  | V  | N | P  | GF | GS | DR  |
|  | ---- | ----------------- | -- | -- | -- | - | -- | -- | -- | --- |
|  | 1.   | Anderlecht        | 51 | 18 | 17 | 0 | 1  | 95 | 5  | +90 |
|  | 2.   | Standard Liegi    | 42 | 18 | 14 | 0 | 4  | 46 | 19 | +27 |
|  | 3.   | Gent              | 34 | 18 | 11 | 1 | 6  | 40 | 20 | +20 |
|  | 4.   | OH Lovanio        | 34 | 18 | 11 | 1 | 6  | 38 | 31 | +7  |
|  | 5.   | Club YLA          | 26 | 18 | 8  | 2 | 8  | 31 | 34 | -3  |
|  | 6.   | Genk              | 20 | 18 | 6  | 2 | 10 | 26 | 40 | -14 |
|  | 7.   | White Star Woluwé | 18 | 18 | 4  | 6 | 8  | 18 | 30 | -12 |
|  | 8.   | Eendracht Aalst   | 15 | 18 | 4  | 3 | 11 | 18 | 42 | -24 |
|  | 9.   | Zulte Waregem     | 13 | 18 | 3  | 4 | 11 | 15 | 45 | -30 |
|  | 10.  | Charleroi         | 6  | 18 | 1  | 3 | 14 | 7  | 68 | -61 |

Legenda:
      Ammessa al girone per il titolo.
      Ammessa al girone per i piazzamenti.
Regolamento:
Tre punti a vittoria, uno a pareggio, zero a sconfitta.

### Risultati
|                   | And  | Cha  | Clu  | Een  | Gnk  | Gnt  | OHL  | Sta  | WSW  | Zul  |
| ----------------- | ---- | ---- | ---- | ---- | ---- | ---- | ---- | ---- | ---- | ---- |
| Anderlecht        | –––– | 8-0  | 5-0  | 9-0  | 10-0 | 5-0  | 4-0  | 2-0  | 0-1  | 5-0  |
| Charleroi         | 0-7  | –––– | 1-3  | 0-3  | 0-0  | 1-9  | 0-3  | 0-6  | 1-1  | 0-0  |
| Club YLA          | 2-3  | 2-0  | –––– | 6-1  | 5-2  | 3-2  | 0-4  | 1-4  | 3-0  | 0-0  |
| Eendracht Aalst   | 0-4  | 6-0  | 0-2  | –––– | 0-3  | 1-4  | 1-2  | 1-0  | 1-1  | 1-1  |
| Genk              | 1-4  | 3-1  | 4-0  | 3-0  | –––– | 2-3  | 2-0  | 1-3  | 0-2  | 1-1  |
| Gent              | 0-1  | 4-0  | 2-0  | 3-0  | 1-0  | –––– | 0-1  | 1-3  | 1-1  | 0-1  |
| OH Lovanio        | 1-8  | 7-0  | 2-0  | 2-1  | 3-0  | 0-3  | –––– | 0-2  | 4-1  | 2-0  |
| Standard Liegi    | 0-5  | 2-0  | 2-1  | 2-0  | 4-0  | 0-2  | 6-2  | –––– | 1-0  | 5-1  |
| White Star Woluwe | 0-4  | 3-1  | 1-1  | 0-0  | 2-1  | 1-2  | 1-1  | 1-4  | –––– | 1-2  |
| Zulte Waregem     | 0-11 | 1-2  | 1-2  | 0-2  | 1-3  | 0-3  | 2-4  | 1-2  | 3-1  | –––– |

## Play-off 1

### Classifica finale
|  | Pos. | Squadra        | Pt | G | V | N | P | GF | GS | DR  |
|  | ---- | -------------- | -- | - | - | - | - | -- | -- | --- |
|  | 1.   | Anderlecht     | 40 | 6 | 4 | 2 | 0 | 19 | 4  | +13 |
|  | 2.   | OH Lovanio     | 36 | 8 | 6 | 1 | 1 | 17 | 7  | +10 |
|  | 3.   | Gent           | 29 | 7 | 4 | 0 | 3 | 11 | 13 | -2  |
|  | 4.   | Standard Liegi | 24 | 8 | 1 | 0 | 7 | 10 | 28 | -18 |
|  | 5.   | Club YLA       | 17 | 7 | 1 | 1 | 5 | 11 | 16 | -5  |

Legenda:
      Campione del Belgio e ammessa alla UEFA Women's Champions League 2021-2022.
Regolamento:
Tre punti a vittoria, uno a pareggio, zero a sconfitta.
Punti portati dalla stagione regolare:
- Anderlecht 26 punti
- Standard Liegi 21 punti
- Gent 17 punti
- OH Lovanio 17 punti
- Club YLA 13 punti

### Risultati
|                | And  | Clu  | Gnt  | OHL  | Sta  |
| -------------- | ---- | ---- | ---- | ---- | ---- |
| Anderlecht     | –––– | nd   | 2-0  | 2-0  | 6-0  |
| Club YLA       | 2-2  | –––– | 2-3  | 0-1  | 5-2  |
| Gent           | nd   | 2-1  | –––– | 1-3  | 2-1  |
| OH Lovanio     | 0-0  | 3-0  | 4-2  | –––– | 2-1  |
| Standard Liegi | 2-7  | 3-1  | 0-1  | 1-4  | –––– |

## Play-off 2

### Classifica finale
|  | Pos. | Squadra           | Pt | G | V | N | P | GF | GS | DR  |
|  | ---- | ----------------- | -- | - | - | - | - | -- | -- | --- |
|  | 6.   | Genk              | 24 | 8 | 4 | 2 | 2 | 17 | 15 | +2  |
|  | 7.   | Eendracht Aalst   | 24 | 8 | 5 | 1 | 2 | 19 | 13 | +6  |
|  | 8.   | Zulte Waregem     | 23 | 8 | 5 | 1 | 2 | 13 | 8  | +5  |
|  | 9.   | Charleroi         | 12 | 8 | 3 | 0 | 5 | 9  | 11 | -2  |
|  | 10.  | White Star Woluwé | 12 | 8 | 1 | 0 | 7 | 6  | 17 | -11 |

Legenda:
      Retrocessa in Division 1 2021-2022
Regolamento:
Tre punti a vittoria, uno a pareggio, zero a sconfitta.
Punti portati dalla stagione regolare:
- Genk 10 punti
- White Star Woluwe 9 punti
- Eendracht Aalst 8 punti
- Zulte Waregem 7 punti
- Charleroi 3 punti

### Risultati
|                   | Cha  | Een  | Gnk  | WSW  | Zul  |
| ----------------- | ---- | ---- | ---- | ---- | ---- |
| Charleroi         | –––– | 0-2  | 2-0  | 4-1  | 0-2  |
| Eendracht Aalst   | 2-0  | –––– | 5-3  | 2-0  | 0-3  |
| Genk              | 2-1  | 3-3  | –––– | 2-0  | 2-0  |
| White Star Woluwe | 0-2  | 1-3  | 2-3  | –––– | 2-0  |
| Zulte Waregem     | 2-0  | 3-2  | 2-2  | 1-0  | –––– |